# Svetozár Krno
Svetozár Krno (* 21. října 1955 Bratislava) je slovenský vysokoškolský pedagog, politolog, cestovatel a spisovatel, syn spisovatele Miloše Krna (1922–2007) a překladatelky Viery Krnové (1925–2010). Vystudoval Filozofickou fakultu Univerzity Komenského v Bratislavě. Dlouhodobě přednáší na Univerzitě Konstantina Filozofa v Nitře, kde je od roku 2011 profesorem. V roce 1991 sestavil ve spolupráci s Rastislavem Tóthem a Peterem Kulašikem Stručný politologický slovník. Je autorem řady politologických knih, včetně učebnic pro vysoké školy. Od roku 2001 vydává ve vlastním nakladatelství Karpaty-Infopress cestovatelskou edici Hory, diaľavy (k roku 2021 čtrnáct knih a jedna z pera jeho otce). Zaměřuje se převážně na východní Evropu a Asii.
Za svou knihu Z devínskeho brala na Duklu získal Cenu Egona Erwina Kische.

## Dílo

### EdiceHory, diaľavy
- Dvetisíc kilometrov od Železných vrát po Devín (2001, rozšířené a přepracované vydání 2018)
- Od kaukazských ľadovcov po slnečný Tadžikistan (2003)
- Od prameňov Ussuri po kamčatské vulkány (2007)
- Od brehov Issyk-kulu po Pamír (2009)
- Zo sibírskeho Tibetu ku kolíske Džingischána (2011)
- Od prameňa Gangy po indický Tibet (2013)
- Monzúnový Sečuán a čínsky sever (2016)
- Nepál v monzúnovom šate (2017)
- Cestou-necestou za polárnym slnkom (2017)
- Od Atlantického oceánu po Egejské more (2017)
- Zo slnečného Balkánu do srdca Európy (2017)
- Farby, ľudia a báje južného Kaukazu (2018)
- Od Hokkaida po Južnú Kóreu (2019)
- Z devínskeho brala na Duklu (2021)

### Ostatní
- Stručný politologický slovník (1991) – s Rastislavem Tóthem a Peterem Kulašikem
- Slovník politologických termínov (1991) – s Rastislavem Tóthem a Peterem Kulašikem
- Politické strany krajín západnej Európy (1998)
- Politické strany krajín východnej Európy (1999)
- Politické strany alpských a stredozemných krajín (2000)
- Politické strany krajín severnej Európy a Beneluxu (2000)
- Politické strany postsovietskych krajín a Mongolska (2002)
- Politické strany regiónov Ruska a jeho regiónov (2003)
- Politické strany štátov južnej Európy (2004)
- Politický vývoj v štátoch Vyšehrádskej štvorky (2004)
- Politické strany Škandinávie a britských ostrovov (2005)
- Politické strany nemecky hovoriacich krajín a Beneluxu (2005)
- Štáty Višegrádskej štvorky po vstupe do Európskej únie (2006)
- Úvod do politických vied (2005) – s Rastislavem Tóthem, Peterem Kulašikem, Peterem Horváthem, Radoslavou Brhlíkovou a Elenou Dřízovou
- Typológia politických strán (2006)
- Politické strany štátov Višegrádskej štvorky (2007)
- Stredná Európa po parlamentných voľbách v roku 2005 a 2006 (2007)
- Kaukazské republiky (2008)
- Krajiny v srdci Ázie (2008)
- Stredná Európa a krajiny mimo EÚ a NATO (2008)
- Postsovietsky západ (2009)
- Balkán – Historický vývoj, súčasnosť a naše vzťahy k jeho národom (2011)
- Stredná Európa a svet po páde Berlínskeho múru (2011)
- Ruská federácia – Od Uralu po Ďaleký východ (2012)
- Politické strany štátov strednej Európy (2013)
- Himalájske veľmoci (2014)
- Ľudovít Štúr – Európan, národovec a reformátor (2017)
- Čína v súčasných medzinárodných vzťahoch (2021) – s Peterem Juzou a Monikou Práznovskou